# Sant'Agata sul Santerno
Sant'Agata sul Santerno is een gemeente in de Italiaanse provincie Ravenna (regio Emilia-Romagna) en telt 2284 inwoners (31-12-2004). De oppervlakte bedraagt 9,5 km², de bevolkingsdichtheid is 237 inwoners per km².

## Demografie
Sant'Agata sul Santerno telt ongeveer 951 huishoudens. Het aantal inwoners steeg in de periode 1991-2001 met 6,4% volgens cijfers uit de tienjaarlijkse volkstellingen van ISTAT.
| Jaar | Inwoneraantal |
| ---- | ------------- |
| 1991 | 2002          |
| 2001 | 2131          |

## Geografie
Sant'Agata sul Santerno grenst aan de volgende gemeenten: Lugo, Massa Lombarda.